# Seznam řek v Kazachstánu
Řeky v Kazachstánu patří většinou k povodí bezodtokých oblastí. Směřují tedy především do Kaspického moře, Aralského jezera, jezer Balchaš, Tengiz a mnoha menších. Některé se ztrácejí ve slaniscích či přímo v písku pouští. Pouze Irtyš s Išimem, Tobolem a dalšími přítoky odnáší své vody do Obu a s ním do Karského moře Severního ledového oceánu. V Kazachstánu je přibližně 8 500 velkých i malých řek.
Území Kazachstánu se obvykle rozděluje na osm vodohospodářských oblastí.
- Aralské jezero a Syrdarja
- Balchaš a Alaköl
- Irtyš
- Kaspické moře a Ural
- Išim
- Nura a Sarysu
- Ču a Talas
- Tobol a Torgaj

## Tabulka největších řek
Tabulka je seřazena podle velikosti povodí.
| řeka     | délka na území Kazachstánu (km) | povodí celkem (km²) | ústí toku      |
| -------- | ------------------------------- | ------------------- | -------------- |
| Irtyš    | 1 700                           | 1 643 000           | Ob             |
| Tobol    | 800                             | 426 000             | Irtyš          |
| Ural     | 1 082                           | 231 000             | Kaspické moře  |
| Syrdarja | 1 400                           | 219 000             | Aralské jezero |
| Išim     | 1 400                           | 177 000             | Irtyš          |
| Turgaj   | 825                             | 157 000             | Šalkarteniz    |
| Ili      | 815                             | 140 000             | Balchaš        |
| Sarysu   | 671                             | 81 600              | Betpak-Dala    |
| Ču       | 800                             | 62 500              | Aščikol        |
| Nura     | 978                             | 60 800              | Tengiz         |